# Jordi Armadans Gil
Jordi Armadans Gil   (Barcelona, 1968) és un politòleg, periodista i pacifista català. Des del maig de 1996 fins al setembre de 2022, va ser el director de FundiPau (Fundació per la Pau). És un reconegut analista sobre conflictes, seguretat, desarmament i cultura de pau.
Armadans fou graduat en Ciències de la Comunicació el 1993, i en Ciències Polítiques i Sociologia el 1995 per la Universitat Autònoma de Barcelona i llicenciat en el Màster en Teoria Social i Política per la Universitat Pompeu Fabra el 1997.
El mes de setembre de 2022, Armadans va publicar el llibre: ‘Pau. El valor de la vida als nostres dies’ (Ara Llibres), que examina les diverses formes de violència que amenacen la vida humana a nivell global.

## Campanyes i activitats
Com a representant de l'ONG FundiPau, ha participat en diversos processos diplomàtics en tant que membre de campanyes. Va ser responsable de les campanyes de control d’armes ('Hay secretos que matan') i desminament ('Eliminemos las minas') a Oxfam Intermón els anys 1995 i 1996, respectivament. Des de FundiPau va impulsar campanyes com ‘Escoles Objectores, Escoles per la pau’ o ‘Per la pau, prou investigació militar!’. Ha estat membre, i en alguns casos portaveu, de diverses xarxes i plataformes solidàries i per la pau: Plataforma per la Solució dels Conflictes als Grans Llacs; Plataforma Aturem la Guerra, Plataforma per la Pau, No a la desfilada militar, Armes Sota Control o la Campanya Volem Acollir de Casa Nostra Casa Vostra.
Ha participat en diverses campanyes internacionals de la societat civil de desarmament i control d’armes, com la Coalició contra les Bombes de Dispersió, la campanya pel control del comerç d’armes (Control Arms Campaign) o la Campanya Internacional per l’Abolició de les Armes Nuclears (ICAN) i ha participat en els diversos processos diplomàtics que aquestes campanyes han impulsat i s'han dut a terme a les Nacions Unides per tal d’aconseguir algun acord internacional, com ha estat el cas de la Convenció sobre Bombes de Dispersió; del Tractat sobre el Comerç d’Armes i pel Tractat sobre la Prohibició de les Armes Nuclears.

## Associacionisme
Ha estat secretari i vicepresident de la junta directiva de l’antiga Federació Catalana d’ONG per la Pau, president del Consell Català de Foment de la Pau i membre del Comitè Executiu i representant regional del Sud d’Europa de l'Oficina Internacional per la Pau (IPB).